# Campeonato Brasileiro de Futebol de 2020 - Série B
A Série B do Campeonato Brasileiro de Futebol de 2020 foi a 39.ª edição da competição de futebol realizada no Brasil, equivalente à segunda divisão. Foi disputada por 20 clubes, dos quais os quatro primeiros colocados tiveram acesso a Série A de 2021 e os quatro últimos foram rebaixados a Série C de 2021. Originalmente, o torneio estava marcado para começar em 2 de maio e com término previsto para 28 de novembro, mas por conta da pandemia de COVID-19, seu início foi remarcado para 7 de agosto e o novo encerramento em 29 de janeiro de 2021. Também por conta da pandemia, todos os 380 jogos do campeonato foram realizados com portões fechados ao público.
Pelo quinto ano consecutivo, a Região Sul teve o maior número de representantes na Série B, com sete times: três catarinenses, dois paranaenses e dois gaúchos. Na sequência, empatadas com seis clubes cada, estiveram as regiões Nordeste e Sudeste. Por outro lado, o Centro-Oeste contou com o menor número de participantes desde a implementação dos pontos corridos, em 2006, com apenas o Cuiabá representando a região, igualando as edições de 2012 e 2013, que contaram somente com Goiás e Atlético Goianiense, respectivamente.
A promoção à Série A de 2021 começou a ser definida na 34ª rodada com os acessos de América Mineiro e Chapecoense: a equipe de Belo Horizonte confirmou o acesso, após empatar sem gols com o Náutico em Recife, enquanto que a equipe catarinense derrotou o Figueirense, por 2–1, em Chapecó, faturando na última rodada o inédito título do torneio, após derrotar o Confiança, na Arena Condá (3–1), empatando em pontos e em vitórias com o América, mas com vantagem no saldo de gols. Na penúltima rodada, o Cuiabá garantiu a inédita promoção, antes mesmo de entrar em campo, beneficiado pelo empate entre CSA e Brasil de Pelotas (1–1), sendo a primeira aparição de uma equipe mato-grossense na elite do futebol brasileiro desde 1986. O Juventude fechou a lista de promovidos na última rodada, após derrotar o Guarani (1–0), em Campinas, retornando à Série A depois de treze anos de ausência.
Na parte de baixo da tabela, o primeiro clube rebaixado para a Série C de 2021 foi o Oeste, na 35ª rodada, antes mesmo de entrar em campo, após a vitória do Figueirense sobre o Brasil de Pelotas por 3–0, em Florianópolis. Na rodada seguinte, o Botafogo-SP confirmou a queda, um dia após perder para o CSA por 3–1, em pleno Santa Cruz, sendo prejudicado por resultados dos concorrentes diretos Vitória e Náutico. Na penúltima rodada, Paraná e Figueirense completaram a relação de rebaixados: a equipe de Curitiba sofreu um inédito descenso, sendo que não disputava a terceira divisão desde o ano seguinte a fundação do clube em 1990, depois de ser derrotado pelo Oeste (1–0) em Barueri, enquanto que a equipe catarinense, dentre necessitando vencer e depender de resultados paralelos, perdeu para o Juventude, em Caxias do Sul (2–1) e viu a despromoção concretizada com o triunfo do Vitória sobre o também rebaixado Botafogo-SP em Salvador, pelo placar mínimo, sendo o primeiro retorno à Série C desde 1999.

## Regulamento
A Série B foi disputada por 20 clubes no sistema de ida e volta por pontos corridos. Em cada turno, os times jogam entre si uma única vez. Os jogos do primeiro turno são realizados na mesma ordem no segundo turno, apenas com o mando de campo invertido. Não há campeões por turnos, sendo declarado campeão o time que obtiver o maior número de pontos após as 38 rodadas. Ao final, os quatro primeiros times ascendem para a Série A de 2021, da mesma forma que os quatro últimos são rebaixados para a Série C do ano seguinte. O campeão ingressa diretamente na terceira fase da Copa do Brasil de 2021.

### Critérios de desempate
Em caso de empate por pontos entre dois clubes, os critérios de desempate foram aplicados na seguinte ordem:
1. Número de vitórias;
2. Saldo de gols;
3. Gols pró (marcados);
4. Confronto direto;
5. Menor número de cartões vermelhos;
6. Menor número de cartões amarelos;
7. Sorteio.

## Participantes
| Equipe            | Cidade         | Estado | Em 2019       | Estádio (mando)   | Capacidade | Títulos         |
| ----------------- | -------------- | ------ | ------------- | ----------------- | ---------- | --------------- |
| América Mineiro   | Belo Horizonte | MG     | 5º            | Independência     | 23 018     | 2 (1997 e 2017) |
| Avaí              | Florianópolis  | SC     | 20º (Série A) | Ressacada         | 17 826     | 0 (não possui)  |
| Botafogo-SP       | Ribeirão Preto | SP     | 9º            | Santa Cruz        | 29 292     | 0 (não possui)  |
| Brasil de Pelotas | Pelotas        | RS     | 14º           | Bento Freitas     | 12 314     | 0 (não possui)  |
| Chapecoense       | Chapecó        | SC     | 19º (Série A) | Arena Condá       | 20 089     | 0 (não possui)  |
| Confiança         | Aracaju        | SE     | 4º (Série C)  | Batistão          | 15 586     | 0 (não possui)  |
| CRB               | Maceió         | AL     | 7º            | Rei Pelé          | 17 126     | 0 (não possui)  |
| Cruzeiro          | Belo Horizonte | MG     | 17º (Série A) | Mineirão          | 61 846     | 0 (não possui)  |
| CSA               | Maceió         | AL     | 18º (Série A) | Rei Pelé          | 17 126     | 0 (não possui)  |
| Cuiabá            | Cuiabá         | MT     | 8º            | Arena Pantanal    | 44 000     | 0 (não possui)  |
| Figueirense       | Florianópolis  | SC     | 16º           | Orlando Scarpelli | 19 584     | 0 (não possui)  |
| Guarani           | Campinas       | SP     | 13º           | Brinco de Ouro    | 29 130     | 1 (1981)        |
| Juventude         | Caxias do Sul  | RS     | 3º (Série C)  | Alfredo Jaconi    | 19 924     | 1 (1994)        |
| Náutico           | Recife         | PE     | 1º (Série C)  | Aflitos           | 22 856     | 0 (não possui)  |
| Oeste             | Barueri        | SP     | 15º           | Arena Barueri     | 31 452     | 0 (não possui)  |
| Operário-PR       | Ponta Grossa   | PR     | 10º           | Germano Krüger    | 10 632     | 0 (não possui)  |
| Paraná            | Curitiba       | PR     | 6º            | Vila Capanema     | 20 083     | 1 (1992)        |
| Ponte Preta       | Campinas       | SP     | 11º           | Moisés Lucarelli  | 17 728     | 0 (não possui)  |
| Sampaio Corrêa    | São Luís       | MA     | 2º (Série C)  | Castelão          | 40 149     | 1 (1972)        |
| Vitória           | Salvador       | BA     | 12º           | Barradão          | 35 000     | 0 (não possui)  |

## Estádios
| América Mineiro | Avaí | Botafogo-SP | Brasil de Pelotas | Chapecoense | Confiança          |
| --- | --- | --- | --- | --- | ------------------ |
| Independência | Ressacada | Santa Cruz | Bento Freitas | Arena Condá | Batistão           |
| Capacidade: 23 018 | Capacidade: 17 826 | Capacidade: 29 292 | Capacidade: 10 400 | Capacidade: 20 089 | Capacidade: 15 586 |
| | | | | |                    |
| CRB | \| América-MG Avaí Botafogo-SP Brasil de Pelotas Chapecoense Confiança CRB Cruzeiro CSA Cuiabá Figueirense Guarani Juventude Náutico Oeste Operário-PR Paraná Ponte Preta Sampaio Corrêa VitóriaLocalização das equipes participantes da Série B de 2020. \| | \| América-MG Avaí Botafogo-SP Brasil de Pelotas Chapecoense Confiança CRB Cruzeiro CSA Cuiabá Figueirense Guarani Juventude Náutico Oeste Operário-PR Paraná Ponte Preta Sampaio Corrêa VitóriaLocalização das equipes participantes da Série B de 2020. \| | \| América-MG Avaí Botafogo-SP Brasil de Pelotas Chapecoense Confiança CRB Cruzeiro CSA Cuiabá Figueirense Guarani Juventude Náutico Oeste Operário-PR Paraná Ponte Preta Sampaio Corrêa VitóriaLocalização das equipes participantes da Série B de 2020. \| | \| América-MG Avaí Botafogo-SP Brasil de Pelotas Chapecoense Confiança CRB Cruzeiro CSA Cuiabá Figueirense Guarani Juventude Náutico Oeste Operário-PR Paraná Ponte Preta Sampaio Corrêa VitóriaLocalização das equipes participantes da Série B de 2020. \| | Cruzeiro           |
| Rei Pelé | \| América-MG Avaí Botafogo-SP Brasil de Pelotas Chapecoense Confiança CRB Cruzeiro CSA Cuiabá Figueirense Guarani Juventude Náutico Oeste Operário-PR Paraná Ponte Preta Sampaio Corrêa VitóriaLocalização das equipes participantes da Série B de 2020. \| | \| América-MG Avaí Botafogo-SP Brasil de Pelotas Chapecoense Confiança CRB Cruzeiro CSA Cuiabá Figueirense Guarani Juventude Náutico Oeste Operário-PR Paraná Ponte Preta Sampaio Corrêa VitóriaLocalização das equipes participantes da Série B de 2020. \| | \| América-MG Avaí Botafogo-SP Brasil de Pelotas Chapecoense Confiança CRB Cruzeiro CSA Cuiabá Figueirense Guarani Juventude Náutico Oeste Operário-PR Paraná Ponte Preta Sampaio Corrêa VitóriaLocalização das equipes participantes da Série B de 2020. \| | \| América-MG Avaí Botafogo-SP Brasil de Pelotas Chapecoense Confiança CRB Cruzeiro CSA Cuiabá Figueirense Guarani Juventude Náutico Oeste Operário-PR Paraná Ponte Preta Sampaio Corrêa VitóriaLocalização das equipes participantes da Série B de 2020. \| | Mineirão           |
| Capacidade: 17 126 | \| América-MG Avaí Botafogo-SP Brasil de Pelotas Chapecoense Confiança CRB Cruzeiro CSA Cuiabá Figueirense Guarani Juventude Náutico Oeste Operário-PR Paraná Ponte Preta Sampaio Corrêa VitóriaLocalização das equipes participantes da Série B de 2020. \| | \| América-MG Avaí Botafogo-SP Brasil de Pelotas Chapecoense Confiança CRB Cruzeiro CSA Cuiabá Figueirense Guarani Juventude Náutico Oeste Operário-PR Paraná Ponte Preta Sampaio Corrêa VitóriaLocalização das equipes participantes da Série B de 2020. \| | \| América-MG Avaí Botafogo-SP Brasil de Pelotas Chapecoense Confiança CRB Cruzeiro CSA Cuiabá Figueirense Guarani Juventude Náutico Oeste Operário-PR Paraná Ponte Preta Sampaio Corrêa VitóriaLocalização das equipes participantes da Série B de 2020. \| | \| América-MG Avaí Botafogo-SP Brasil de Pelotas Chapecoense Confiança CRB Cruzeiro CSA Cuiabá Figueirense Guarani Juventude Náutico Oeste Operário-PR Paraná Ponte Preta Sampaio Corrêa VitóriaLocalização das equipes participantes da Série B de 2020. \| | Capacidade: 61 846 |
| | \| América-MG Avaí Botafogo-SP Brasil de Pelotas Chapecoense Confiança CRB Cruzeiro CSA Cuiabá Figueirense Guarani Juventude Náutico Oeste Operário-PR Paraná Ponte Preta Sampaio Corrêa VitóriaLocalização das equipes participantes da Série B de 2020. \| | \| América-MG Avaí Botafogo-SP Brasil de Pelotas Chapecoense Confiança CRB Cruzeiro CSA Cuiabá Figueirense Guarani Juventude Náutico Oeste Operário-PR Paraná Ponte Preta Sampaio Corrêa VitóriaLocalização das equipes participantes da Série B de 2020. \| | \| América-MG Avaí Botafogo-SP Brasil de Pelotas Chapecoense Confiança CRB Cruzeiro CSA Cuiabá Figueirense Guarani Juventude Náutico Oeste Operário-PR Paraná Ponte Preta Sampaio Corrêa VitóriaLocalização das equipes participantes da Série B de 2020. \| | \| América-MG Avaí Botafogo-SP Brasil de Pelotas Chapecoense Confiança CRB Cruzeiro CSA Cuiabá Figueirense Guarani Juventude Náutico Oeste Operário-PR Paraná Ponte Preta Sampaio Corrêa VitóriaLocalização das equipes participantes da Série B de 2020. \| |                    |
| CSA | \| América-MG Avaí Botafogo-SP Brasil de Pelotas Chapecoense Confiança CRB Cruzeiro CSA Cuiabá Figueirense Guarani Juventude Náutico Oeste Operário-PR Paraná Ponte Preta Sampaio Corrêa VitóriaLocalização das equipes participantes da Série B de 2020. \| | \| América-MG Avaí Botafogo-SP Brasil de Pelotas Chapecoense Confiança CRB Cruzeiro CSA Cuiabá Figueirense Guarani Juventude Náutico Oeste Operário-PR Paraná Ponte Preta Sampaio Corrêa VitóriaLocalização das equipes participantes da Série B de 2020. \| | \| América-MG Avaí Botafogo-SP Brasil de Pelotas Chapecoense Confiança CRB Cruzeiro CSA Cuiabá Figueirense Guarani Juventude Náutico Oeste Operário-PR Paraná Ponte Preta Sampaio Corrêa VitóriaLocalização das equipes participantes da Série B de 2020. \| | \| América-MG Avaí Botafogo-SP Brasil de Pelotas Chapecoense Confiança CRB Cruzeiro CSA Cuiabá Figueirense Guarani Juventude Náutico Oeste Operário-PR Paraná Ponte Preta Sampaio Corrêa VitóriaLocalização das equipes participantes da Série B de 2020. \| | Cuiabá             |
| Rei Pelé | \| América-MG Avaí Botafogo-SP Brasil de Pelotas Chapecoense Confiança CRB Cruzeiro CSA Cuiabá Figueirense Guarani Juventude Náutico Oeste Operário-PR Paraná Ponte Preta Sampaio Corrêa VitóriaLocalização das equipes participantes da Série B de 2020. \| | \| América-MG Avaí Botafogo-SP Brasil de Pelotas Chapecoense Confiança CRB Cruzeiro CSA Cuiabá Figueirense Guarani Juventude Náutico Oeste Operário-PR Paraná Ponte Preta Sampaio Corrêa VitóriaLocalização das equipes participantes da Série B de 2020. \| | \| América-MG Avaí Botafogo-SP Brasil de Pelotas Chapecoense Confiança CRB Cruzeiro CSA Cuiabá Figueirense Guarani Juventude Náutico Oeste Operário-PR Paraná Ponte Preta Sampaio Corrêa VitóriaLocalização das equipes participantes da Série B de 2020. \| | \| América-MG Avaí Botafogo-SP Brasil de Pelotas Chapecoense Confiança CRB Cruzeiro CSA Cuiabá Figueirense Guarani Juventude Náutico Oeste Operário-PR Paraná Ponte Preta Sampaio Corrêa VitóriaLocalização das equipes participantes da Série B de 2020. \| | Arena Pantanal     |
| Capacidade: 17 126 | \| América-MG Avaí Botafogo-SP Brasil de Pelotas Chapecoense Confiança CRB Cruzeiro CSA Cuiabá Figueirense Guarani Juventude Náutico Oeste Operário-PR Paraná Ponte Preta Sampaio Corrêa VitóriaLocalização das equipes participantes da Série B de 2020. \| | \| América-MG Avaí Botafogo-SP Brasil de Pelotas Chapecoense Confiança CRB Cruzeiro CSA Cuiabá Figueirense Guarani Juventude Náutico Oeste Operário-PR Paraná Ponte Preta Sampaio Corrêa VitóriaLocalização das equipes participantes da Série B de 2020. \| | \| América-MG Avaí Botafogo-SP Brasil de Pelotas Chapecoense Confiança CRB Cruzeiro CSA Cuiabá Figueirense Guarani Juventude Náutico Oeste Operário-PR Paraná Ponte Preta Sampaio Corrêa VitóriaLocalização das equipes participantes da Série B de 2020. \| | \| América-MG Avaí Botafogo-SP Brasil de Pelotas Chapecoense Confiança CRB Cruzeiro CSA Cuiabá Figueirense Guarani Juventude Náutico Oeste Operário-PR Paraná Ponte Preta Sampaio Corrêa VitóriaLocalização das equipes participantes da Série B de 2020. \| | Capacidade: 44 000 |
| | \| América-MG Avaí Botafogo-SP Brasil de Pelotas Chapecoense Confiança CRB Cruzeiro CSA Cuiabá Figueirense Guarani Juventude Náutico Oeste Operário-PR Paraná Ponte Preta Sampaio Corrêa VitóriaLocalização das equipes participantes da Série B de 2020. \| | \| América-MG Avaí Botafogo-SP Brasil de Pelotas Chapecoense Confiança CRB Cruzeiro CSA Cuiabá Figueirense Guarani Juventude Náutico Oeste Operário-PR Paraná Ponte Preta Sampaio Corrêa VitóriaLocalização das equipes participantes da Série B de 2020. \| | \| América-MG Avaí Botafogo-SP Brasil de Pelotas Chapecoense Confiança CRB Cruzeiro CSA Cuiabá Figueirense Guarani Juventude Náutico Oeste Operário-PR Paraná Ponte Preta Sampaio Corrêa VitóriaLocalização das equipes participantes da Série B de 2020. \| | \| América-MG Avaí Botafogo-SP Brasil de Pelotas Chapecoense Confiança CRB Cruzeiro CSA Cuiabá Figueirense Guarani Juventude Náutico Oeste Operário-PR Paraná Ponte Preta Sampaio Corrêa VitóriaLocalização das equipes participantes da Série B de 2020. \| |                    |
| Figueirense | \| América-MG Avaí Botafogo-SP Brasil de Pelotas Chapecoense Confiança CRB Cruzeiro CSA Cuiabá Figueirense Guarani Juventude Náutico Oeste Operário-PR Paraná Ponte Preta Sampaio Corrêa VitóriaLocalização das equipes participantes da Série B de 2020. \| | \| América-MG Avaí Botafogo-SP Brasil de Pelotas Chapecoense Confiança CRB Cruzeiro CSA Cuiabá Figueirense Guarani Juventude Náutico Oeste Operário-PR Paraná Ponte Preta Sampaio Corrêa VitóriaLocalização das equipes participantes da Série B de 2020. \| | \| América-MG Avaí Botafogo-SP Brasil de Pelotas Chapecoense Confiança CRB Cruzeiro CSA Cuiabá Figueirense Guarani Juventude Náutico Oeste Operário-PR Paraná Ponte Preta Sampaio Corrêa VitóriaLocalização das equipes participantes da Série B de 2020. \| | \| América-MG Avaí Botafogo-SP Brasil de Pelotas Chapecoense Confiança CRB Cruzeiro CSA Cuiabá Figueirense Guarani Juventude Náutico Oeste Operário-PR Paraná Ponte Preta Sampaio Corrêa VitóriaLocalização das equipes participantes da Série B de 2020. \| | Guarani            |
| Orlando Scarpelli | \| América-MG Avaí Botafogo-SP Brasil de Pelotas Chapecoense Confiança CRB Cruzeiro CSA Cuiabá Figueirense Guarani Juventude Náutico Oeste Operário-PR Paraná Ponte Preta Sampaio Corrêa VitóriaLocalização das equipes participantes da Série B de 2020. \| | \| América-MG Avaí Botafogo-SP Brasil de Pelotas Chapecoense Confiança CRB Cruzeiro CSA Cuiabá Figueirense Guarani Juventude Náutico Oeste Operário-PR Paraná Ponte Preta Sampaio Corrêa VitóriaLocalização das equipes participantes da Série B de 2020. \| | \| América-MG Avaí Botafogo-SP Brasil de Pelotas Chapecoense Confiança CRB Cruzeiro CSA Cuiabá Figueirense Guarani Juventude Náutico Oeste Operário-PR Paraná Ponte Preta Sampaio Corrêa VitóriaLocalização das equipes participantes da Série B de 2020. \| | \| América-MG Avaí Botafogo-SP Brasil de Pelotas Chapecoense Confiança CRB Cruzeiro CSA Cuiabá Figueirense Guarani Juventude Náutico Oeste Operário-PR Paraná Ponte Preta Sampaio Corrêa VitóriaLocalização das equipes participantes da Série B de 2020. \| | Brinco de Ouro     |
| Capacidade: 19 584 | \| América-MG Avaí Botafogo-SP Brasil de Pelotas Chapecoense Confiança CRB Cruzeiro CSA Cuiabá Figueirense Guarani Juventude Náutico Oeste Operário-PR Paraná Ponte Preta Sampaio Corrêa VitóriaLocalização das equipes participantes da Série B de 2020. \| | \| América-MG Avaí Botafogo-SP Brasil de Pelotas Chapecoense Confiança CRB Cruzeiro CSA Cuiabá Figueirense Guarani Juventude Náutico Oeste Operário-PR Paraná Ponte Preta Sampaio Corrêa VitóriaLocalização das equipes participantes da Série B de 2020. \| | \| América-MG Avaí Botafogo-SP Brasil de Pelotas Chapecoense Confiança CRB Cruzeiro CSA Cuiabá Figueirense Guarani Juventude Náutico Oeste Operário-PR Paraná Ponte Preta Sampaio Corrêa VitóriaLocalização das equipes participantes da Série B de 2020. \| | \| América-MG Avaí Botafogo-SP Brasil de Pelotas Chapecoense Confiança CRB Cruzeiro CSA Cuiabá Figueirense Guarani Juventude Náutico Oeste Operário-PR Paraná Ponte Preta Sampaio Corrêa VitóriaLocalização das equipes participantes da Série B de 2020. \| | Capacidade: 29 130 |
| | \| América-MG Avaí Botafogo-SP Brasil de Pelotas Chapecoense Confiança CRB Cruzeiro CSA Cuiabá Figueirense Guarani Juventude Náutico Oeste Operário-PR Paraná Ponte Preta Sampaio Corrêa VitóriaLocalização das equipes participantes da Série B de 2020. \| | \| América-MG Avaí Botafogo-SP Brasil de Pelotas Chapecoense Confiança CRB Cruzeiro CSA Cuiabá Figueirense Guarani Juventude Náutico Oeste Operário-PR Paraná Ponte Preta Sampaio Corrêa VitóriaLocalização das equipes participantes da Série B de 2020. \| | \| América-MG Avaí Botafogo-SP Brasil de Pelotas Chapecoense Confiança CRB Cruzeiro CSA Cuiabá Figueirense Guarani Juventude Náutico Oeste Operário-PR Paraná Ponte Preta Sampaio Corrêa VitóriaLocalização das equipes participantes da Série B de 2020. \| | \| América-MG Avaí Botafogo-SP Brasil de Pelotas Chapecoense Confiança CRB Cruzeiro CSA Cuiabá Figueirense Guarani Juventude Náutico Oeste Operário-PR Paraná Ponte Preta Sampaio Corrêa VitóriaLocalização das equipes participantes da Série B de 2020. \| |                    |
| Juventude | \| América-MG Avaí Botafogo-SP Brasil de Pelotas Chapecoense Confiança CRB Cruzeiro CSA Cuiabá Figueirense Guarani Juventude Náutico Oeste Operário-PR Paraná Ponte Preta Sampaio Corrêa VitóriaLocalização das equipes participantes da Série B de 2020. \| | \| América-MG Avaí Botafogo-SP Brasil de Pelotas Chapecoense Confiança CRB Cruzeiro CSA Cuiabá Figueirense Guarani Juventude Náutico Oeste Operário-PR Paraná Ponte Preta Sampaio Corrêa VitóriaLocalização das equipes participantes da Série B de 2020. \| | \| América-MG Avaí Botafogo-SP Brasil de Pelotas Chapecoense Confiança CRB Cruzeiro CSA Cuiabá Figueirense Guarani Juventude Náutico Oeste Operário-PR Paraná Ponte Preta Sampaio Corrêa VitóriaLocalização das equipes participantes da Série B de 2020. \| | \| América-MG Avaí Botafogo-SP Brasil de Pelotas Chapecoense Confiança CRB Cruzeiro CSA Cuiabá Figueirense Guarani Juventude Náutico Oeste Operário-PR Paraná Ponte Preta Sampaio Corrêa VitóriaLocalização das equipes participantes da Série B de 2020. \| | Náutico            |
| Alfredo Jaconi | \| América-MG Avaí Botafogo-SP Brasil de Pelotas Chapecoense Confiança CRB Cruzeiro CSA Cuiabá Figueirense Guarani Juventude Náutico Oeste Operário-PR Paraná Ponte Preta Sampaio Corrêa VitóriaLocalização das equipes participantes da Série B de 2020. \| | \| América-MG Avaí Botafogo-SP Brasil de Pelotas Chapecoense Confiança CRB Cruzeiro CSA Cuiabá Figueirense Guarani Juventude Náutico Oeste Operário-PR Paraná Ponte Preta Sampaio Corrêa VitóriaLocalização das equipes participantes da Série B de 2020. \| | \| América-MG Avaí Botafogo-SP Brasil de Pelotas Chapecoense Confiança CRB Cruzeiro CSA Cuiabá Figueirense Guarani Juventude Náutico Oeste Operário-PR Paraná Ponte Preta Sampaio Corrêa VitóriaLocalização das equipes participantes da Série B de 2020. \| | \| América-MG Avaí Botafogo-SP Brasil de Pelotas Chapecoense Confiança CRB Cruzeiro CSA Cuiabá Figueirense Guarani Juventude Náutico Oeste Operário-PR Paraná Ponte Preta Sampaio Corrêa VitóriaLocalização das equipes participantes da Série B de 2020. \| | Aflitos            |
| Capacidade: 19 924 | \| América-MG Avaí Botafogo-SP Brasil de Pelotas Chapecoense Confiança CRB Cruzeiro CSA Cuiabá Figueirense Guarani Juventude Náutico Oeste Operário-PR Paraná Ponte Preta Sampaio Corrêa VitóriaLocalização das equipes participantes da Série B de 2020. \| | \| América-MG Avaí Botafogo-SP Brasil de Pelotas Chapecoense Confiança CRB Cruzeiro CSA Cuiabá Figueirense Guarani Juventude Náutico Oeste Operário-PR Paraná Ponte Preta Sampaio Corrêa VitóriaLocalização das equipes participantes da Série B de 2020. \| | \| América-MG Avaí Botafogo-SP Brasil de Pelotas Chapecoense Confiança CRB Cruzeiro CSA Cuiabá Figueirense Guarani Juventude Náutico Oeste Operário-PR Paraná Ponte Preta Sampaio Corrêa VitóriaLocalização das equipes participantes da Série B de 2020. \| | \| América-MG Avaí Botafogo-SP Brasil de Pelotas Chapecoense Confiança CRB Cruzeiro CSA Cuiabá Figueirense Guarani Juventude Náutico Oeste Operário-PR Paraná Ponte Preta Sampaio Corrêa VitóriaLocalização das equipes participantes da Série B de 2020. \| | Capacidade: 22 856 |
| | \| América-MG Avaí Botafogo-SP Brasil de Pelotas Chapecoense Confiança CRB Cruzeiro CSA Cuiabá Figueirense Guarani Juventude Náutico Oeste Operário-PR Paraná Ponte Preta Sampaio Corrêa VitóriaLocalização das equipes participantes da Série B de 2020. \| | \| América-MG Avaí Botafogo-SP Brasil de Pelotas Chapecoense Confiança CRB Cruzeiro CSA Cuiabá Figueirense Guarani Juventude Náutico Oeste Operário-PR Paraná Ponte Preta Sampaio Corrêa VitóriaLocalização das equipes participantes da Série B de 2020. \| | \| América-MG Avaí Botafogo-SP Brasil de Pelotas Chapecoense Confiança CRB Cruzeiro CSA Cuiabá Figueirense Guarani Juventude Náutico Oeste Operário-PR Paraná Ponte Preta Sampaio Corrêa VitóriaLocalização das equipes participantes da Série B de 2020. \| | \| América-MG Avaí Botafogo-SP Brasil de Pelotas Chapecoense Confiança CRB Cruzeiro CSA Cuiabá Figueirense Guarani Juventude Náutico Oeste Operário-PR Paraná Ponte Preta Sampaio Corrêa VitóriaLocalização das equipes participantes da Série B de 2020. \| |                    |
| Oeste | Operário-PR | Paraná | Ponte Preta | Sampaio Corrêa | Vitória            |
| Arena Barueri | Germano Krüger | Vila Capanema | Moisés Lucarelli | Castelão | Barradão           |
| Capacidade: 31 452 | Capacidade: 10 632 | Capacidade: 20 083 | Capacidade: 17 728 | Capacidade: 40 149 | Capacidade: 35 000 |
| | | | | |                    |
| América-MG Avaí Botafogo-SP Brasil de Pelotas Chapecoense Confiança CRB Cruzeiro CSA Cuiabá Figueirense Guarani Juventude Náutico Oeste Operário-PR Paraná Ponte Preta Sampaio Corrêa VitóriaLocalização das equipes participantes da Série B de 2020. | | | | |                    |

### Outros estádios
Além dos estádios de mando usual, outros estádios foram utilizados devido a punições de perda de mando de campo impostas pelo Superior Tribunal de Justiça Desportiva ou por conta de problemas de interdição dos estádios usuais ou simplesmente por opção dos clubes em mandar seus jogos em outros locais, geralmente buscando uma melhor renda. Especificamente por conta da pandemia de COVID-19, as equipes podem mandar seus jogos em outra cidade caso não sejam asseguradas as questões sanitárias na praça em questão.

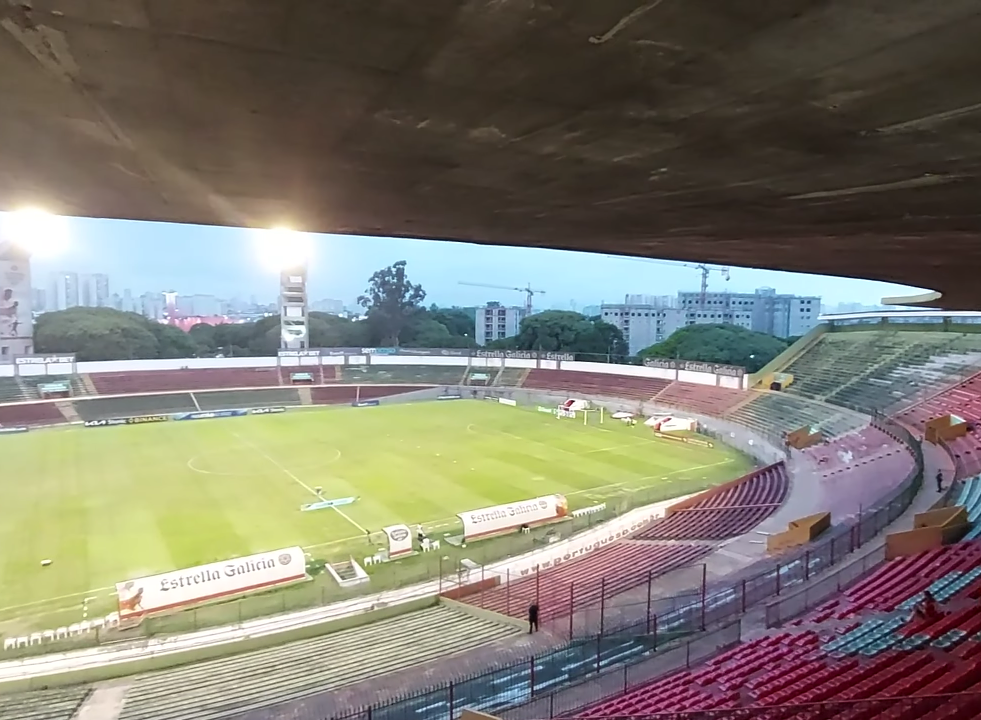
Canindé (São Paulo)

- Canindé
(São Paulo)

## Classificação
| Pos | Equipe            | Pts | J  | V  | E  | D  | GP | GC | SG  | Promovido ou rebaixado         |
| --- | ----------------- | --- | -- | -- | -- | -- | -- | -- | --- | ------------------------------ |
| 1   | Chapecoense (C)   | 73  | 38 | 20 | 13 | 5  | 42 | 21 | +21 | Promoção à Série A de 2021     |
| 2   | América Mineiro   | 73  | 38 | 20 | 13 | 5  | 43 | 23 | +20 | Promoção à Série A de 2021     |
| 3   | Juventude         | 61  | 38 | 17 | 10 | 11 | 52 | 42 | +10 | Promoção à Série A de 2021     |
| 4   | Cuiabá            | 61  | 38 | 17 | 10 | 11 | 48 | 40 | +8  | Promoção à Série A de 2021     |
| 5   | CSA               | 58  | 38 | 16 | 10 | 12 | 50 | 37 | +13 |                                |
| 6   | Sampaio Corrêa    | 57  | 38 | 17 | 6  | 15 | 50 | 38 | +12 |                                |
| 7   | Ponte Preta       | 57  | 38 | 16 | 9  | 13 | 54 | 49 | +5  |                                |
| 8   | Operário-PR       | 57  | 38 | 15 | 12 | 11 | 40 | 34 | +6  |                                |
| 9   | Avaí              | 55  | 38 | 16 | 7  | 15 | 45 | 49 | −4  |                                |
| 10  | CRB               | 52  | 38 | 15 | 7  | 16 | 48 | 47 | +1  |                                |
| 11  | Cruzeiro          | 49  | 38 | 14 | 13 | 11 | 39 | 32 | +7  |                                |
| 12  | Brasil de Pelotas | 49  | 38 | 11 | 16 | 11 | 31 | 33 | −2  |                                |
| 13  | Guarani           | 48  | 38 | 13 | 9  | 16 | 41 | 48 | −7  |                                |
| 14  | Vitória           | 48  | 38 | 11 | 15 | 12 | 45 | 45 | 0   |                                |
| 15  | Confiança         | 46  | 38 | 12 | 10 | 16 | 38 | 46 | −8  |                                |
| 16  | Náutico           | 44  | 38 | 10 | 14 | 14 | 35 | 42 | −7  |                                |
| 17  | Figueirense       | 39  | 38 | 9  | 12 | 17 | 35 | 49 | −14 | Rebaixamento à Série C de 2021 |
| 18  | Paraná            | 37  | 38 | 9  | 10 | 19 | 34 | 50 | −16 | Rebaixamento à Série C de 2021 |
| 19  | Botafogo-SP       | 34  | 38 | 8  | 10 | 20 | 26 | 39 | −13 | Rebaixamento à Série C de 2021 |
| 20  | Oeste             | 29  | 38 | 7  | 8  | 23 | 28 | 60 | −32 | Rebaixamento à Série C de 2021 |

1. ↑  O Cruzeiro foi punido pela FIFA com a perda de 6 pontos devido ao não pagamento ao Al-Wahda referente à contratação do jogador Denílson.[21]

## Confrontos
|                   | AMM | AVA | BRP | BPE | CHA | CON | CRB | CRU | CSA | CUI | FIG | GUA | JUV | NAU | OES | OPF | PAR | PON | SAM | VIT |
| ----------------- | --- | --- | --- | --- | --- | --- | --- | --- | --- | --- | --- | --- | --- | --- | --- | --- | --- | --- | --- | --- |
| América-MG        | —   | 2–1 | 1–1 | 3–1 | 2–2 | 2–1 | 1–0 | 1–2 | 2–1 | 0–1 | 0–1 | 0–0 | 2–1 | 2–0 | 2–1 | 1–1 | 1–0 | 1–1 | 2–1 | 4–0 |
| Avaí              | 1–0 | —   | 0–1 | 2–1 | 0–2 | 1–0 | 0–1 | 1–1 | 1–1 | 0–2 | 1–0 | 2–1 | 5–2 | 3–1 | 0–3 | 2–0 | 2–1 | 0–1 | 2–5 | 2–2 |
| Botafogo-SP       | 1–2 | 0–1 | —   | 0–1 | 3–0 | 2–0 | 1–2 | 0–1 | 1–3 | 1–1 | 0–1 | 0–1 | 1–1 | 1–1 | 1–1 | 0–1 | 1–0 | 2–1 | 2–1 | 2–1 |
| Brasil de Pelotas | 0–0 | 0–1 | 0–0 | —   | 0–1 | 1–0 | 2–1 | 1–0 | 1–1 | 3–0 | 0–0 | 3–1 | 2–1 | 2–1 | 1–1 | 0–0 | 1–1 | 1–1 | 0–0 | 0–1 |
| Chapecoense       | 0–0 | 1–0 | 1–0 | 0–0 | —   | 3–1 | 3–2 | 0–1 | 0–0 | 1–0 | 2–1 | 2–0 | 1–0 | 0–0 | 0–0 | 1–0 | 2–0 | 1–0 | 1–0 | 1–1 |
| Confiança         | 0–0 | 2–2 | 1–0 | 1–1 | 0–2 | —   | 1–0 | 1–1 | 1–5 | 2–0 | 1–1 | 1–0 | 0–1 | 2–0 | 3–1 | 1–2 | 2–2 | 1–2 | 0–1 | 1–0 |
| CRB               | 0–0 | 3–1 | 1–0 | 1–0 | 0–1 | 2–0 | —   | 0–0 | 0–0 | 4–1 | 5–1 | 2–0 | 0–1 | 2–1 | 1–0 | 4–1 | 0–2 | 1–0 | 2–2 | 2–2 |
| Cruzeiro          | 1–2 | 0–1 | 2–1 | 4–1 | 0–1 | 1–2 | 1–1 | —   | 1–1 | 0–0 | 1–1 | 3–3 | 0–0 | 0–0 | 0–1 | 2–1 | 2–0 | 3–0 | 1–2 | 1–0 |
| CSA               | 0–1 | 1–1 | 1–0 | 1–1 | 0–1 | 1–1 | 0–2 | 3–1 | —   | 1–2 | 3–0 | 1–0 | 3–2 | 3–1 | 2–1 | 1–0 | 4–0 | 2–1 | 2–1 | 3–0 |
| Cuiabá            | 0–0 | 2–1 | 2–0 | 0–0 | 2–1 | 1–0 | 3–0 | 1–0 | 0–1 | —   | 0–0 | 4–0 | 1–0 | 1–0 | 3–0 | 2–0 | 3–3 | 2–1 | 1–3 | 3–3 |
| Figueirense       | 1–2 | 2–0 | 0–0 | 3–0 | 0–0 | 0–0 | 2–0 | 0–1 | 0–0 | 1–0 | —   | 2–2 | 1–1 | 2–0 | 4–1 | 0–1 | 0–1 | 2–7 | 1–2 | 0–0 |
| Guarani           | 0–1 | 2–1 | 2–1 | 0–0 | 2–0 | 1–0 | 3–1 | 2–3 | 2–1 | 1–0 | 2–2 | —   | 0–1 | 1–2 | 1–1 | 3–0 | 1–2 | 1–1 | 1–1 | 1–2 |
| Juventude         | 0–0 | 3–0 | 0–0 | 1–2 | 1–1 | 3–1 | 2–1 | 1–0 | 1–0 | 1–1 | 2–1 | 1–0 | —   | 1–0 | 2–2 | 1–0 | 5–0 | 2–1 | 2–3 | 1–1 |
| Náutico           | 0–0 | 2–2 | 3–1 | 1–0 | 1–1 | 0–1 | 1–1 | 1–1 | 1–1 | 2–0 | 1–0 | 2–0 | 3–3 | —   | 4–1 | 0–0 | 2–1 | 0–2 | 1–0 | 0–0 |
| Oeste             | 1–1 | 0–2 | 0–1 | 2–1 | 0–0 | 0–1 | 1–2 | 0–0 | 2–1 | 0–2 | 2–1 | 0–1 | 1–3 | 0–1 | —   | 0–1 | 1–0 | 1–3 | 0–3 | 2–1 |
| Operário-PR       | 0–1 | 1–1 | 0–0 | 2–1 | 2–0 | 1–1 | 3–2 | 0–1 | 3–0 | 1–1 | 3–1 | 1–2 | 3–0 | 3–1 | 2–0 | —   | 1–0 | 1–0 | 1–1 | 1–1 |
| Paraná            | 0–1 | 1–0 | 1–1 | 0–1 | 1–1 | 1–1 | 2–0 | 0–0 | 2–0 | 0–2 | 0–2 | 1–2 | 3–1 | 0–0 | 4–0 | 0–0 | —   | 2–1 | 0–0 | 1–4 |
| Ponte Preta       | 0–1 | 1–2 | 1–0 | 1–1 | 0–5 | 2–1 | 3–1 | 2–1 | 2–1 | 2–2 | 2–1 | 2–0 | 1–3 | 2–0 | 1–0 | 1–1 | 2–1 | —   | 1–1 | 3–3 |
| Sampaio Corrêa    | 1–0 | 0–1 | 2–0 | 0–1 | 1–3 | 1–3 | 3–0 | 0–1 | 1–0 | 3–0 | 3–0 | 0–1 | 0–1 | 2–1 | 1–0 | 0–1 | 2–1 | 1–2 | —   | 2–1 |
| Vitória           | 1–2 | 1–2 | 1–0 | 0–0 | 0–0 | 2–3 | 2–1 | 0–1 | 0–1 | 4–2 | 3–0 | 1–1 | 1–0 | 0–0 | 3–1 | 1–1 | 1–0 | 0–0 | 1–0 | —   |

| Vitória do mandante Vitória do visitante Empate | Em negrito os jogos "clássicos". |

## Desempenho por rodada
Clubes que lideraram o campeonato ao final de cada rodada:
| Rodadas | Rodadas | Rodadas | Rodadas | Rodadas | Rodadas | Rodadas | Rodadas | Rodadas | Rodadas | Rodadas | Rodadas | Rodadas | Rodadas | Rodadas | Rodadas | Rodadas | Rodadas | Rodadas | Rodadas | Rodadas | Rodadas | Rodadas | Rodadas | Rodadas | Rodadas | Rodadas | Rodadas | Rodadas | Rodadas | Rodadas | Rodadas | Rodadas | Rodadas | Rodadas | Rodadas | Rodadas | Rodadas |
| ------- | ------- | ------- | ------- | ------- | ------- | ------- | ------- | ------- | ------- | ------- | ------- | ------- | ------- | ------- | ------- | ------- | ------- | ------- | ------- | ------- | ------- | ------- | ------- | ------- | ------- | ------- | ------- | ------- | ------- | ------- | ------- | ------- | ------- | ------- | ------- | ------- | ------- |
| 1       | 2       | 3       | 4       | 5       | 6       | 7       | 8       | 9       | 10      | 11      | 12      | 13      | 14      | 15      | 16      | 17      | 18      | 19      | 20      | 21      | 22      | 23      | 24      | 25      | 26      | 27      | 28      | 29      | 30      | 31      | 32      | 33      | 34      | 35      | 36      | 37      | 38      |
| OPF     | JUV     | PAR     | PAR     | PAR     | CUI     | CUI     | PAR     | PON     | CUI     | CUI     | CUI     | CUI     | CUI     | CUI     | CUI     | CHA     | CHA     | CHA     | CHA     | CHA     | CHA     | CHA     | CHA     | CHA     | CHA     | CHA     | CHA     | CHA     | CHA     | CHA     | AMM     | AMM     | AMM     | AMM     | CHA     | AMM     | CHA     |

Clubes que ficaram na última posição do campeonato ao final de cada rodada:
| Rodadas | Rodadas | Rodadas | Rodadas | Rodadas | Rodadas | Rodadas | Rodadas | Rodadas | Rodadas | Rodadas | Rodadas | Rodadas | Rodadas | Rodadas | Rodadas | Rodadas | Rodadas | Rodadas | Rodadas | Rodadas | Rodadas | Rodadas | Rodadas | Rodadas | Rodadas | Rodadas | Rodadas | Rodadas | Rodadas | Rodadas | Rodadas | Rodadas | Rodadas | Rodadas | Rodadas | Rodadas | Rodadas |
| ------- | ------- | ------- | ------- | ------- | ------- | ------- | ------- | ------- | ------- | ------- | ------- | ------- | ------- | ------- | ------- | ------- | ------- | ------- | ------- | ------- | ------- | ------- | ------- | ------- | ------- | ------- | ------- | ------- | ------- | ------- | ------- | ------- | ------- | ------- | ------- | ------- | ------- |
| 1       | 2       | 3       | 4       | 5       | 6       | 7       | 8       | 9       | 10      | 11      | 12      | 13      | 14      | 15      | 16      | 17      | 18      | 19      | 20      | 21      | 22      | 23      | 24      | 25      | 26      | 27      | 28      | 29      | 30      | 31      | 32      | 33      | 34      | 35      | 36      | 37      | 38      |
| CRU     | SAM     | SAM     | SAM     | SAM     | SAM     | SAM     | OES     | CSA     | OES     | OES     | OES     | OES     | OES     | OES     | OES     | OES     | OES     | OES     | OES     | OES     | OES     | OES     | OES     | OES     | OES     | OES     | OES     | OES     | OES     | OES     | OES     | OES     | OES     | OES     | OES     | OES     | OES     |

## Estatísticas
| Gols | Jogador       | Equipe         |
| ---- | ------------- | -------------- |
| 17   | Caio Dantas   | Sampaio Corrêa |
| 16   | Léo Ceará     | Vitória        |
| 10   | Anselmo Ramon | Chapecoense    |
| 10   | Paulo Sérgio  | CSA            |
| 10   | Reis          | Confiança      |
| 9    | Breno Lopes   | Juventude      |
| 9    | Elton         | Cuiabá         |
| 9    | Ricardo Bueno | Operário-PR    |

| Total[carece de fontes?] | Jogador           | Equipe      |
| ------------------------ | ----------------- | ----------- |
| 7                        | Bruno Rodrigues   | Ponte Preta |
| 7                        | Marcelo           | Operário-PR |
| 6                        | Anselmo Ramon     | Chapecoense |
| 6                        | Élvis             | Cuiabá      |
| 6                        | Paulinho Moccelin | Chapecoense |
| 6                        | Rodrigo Pimpão    | CSA         |

### Hat-tricks
| Jogador      | Clube          | Adversário  | Placar  | Data           | Ref.   |
| ------------ | -------------- | ----------- | ------- | -------------- | ------ |
| Paulo Sérgio | CSA            | Paraná      | 4–0 (C) | 10 de outubro  | [ 23 ] |
| Renan Gorne  | Confiança      | Oeste       | 3–1 (C) | 17 de outubro  | [ 24 ] |
| Caio Dantas  | Sampaio Corrêa | Juventude   | 3–2 (F) | 14 de novembro | [ 25 ] |
| Jeferson     | Botafogo-SP    | Chapecoense | 3–0 (C) | 9 de janeiro   | [ 26 ] |
| Moisés       | Ponte Preta    | Figueirense | 7–2 (F) | 29 de janeiro  | [ 27 ] |

### Jogador do mês
| Mês      | Jogador       | Pos. | Clube           | Estatísticas | Estatísticas | Estatísticas | Ref.   |
| Mês      | Jogador       | Pos. | Clube           | J            | G            | A            | Ref.   |
| -------- | ------------- | ---- | --------------- | ------------ | ------------ | ------------ | ------ |
| Agosto   | Léo Gamalho   | A    | CRB             | 7            | 6            | 1            | [ 28 ] |
| Setembro | Breno Lopes   | A    | Juventude       | 6            | 5            | 1            | [ 29 ] |
| Outubro  | Caio Dantas   | A    | Sampaio Corrêa  | 8            | 5            | 2            | [ 30 ] |
| Novembro | Caio Dantas   | A    | Sampaio Corrêa  | 7            | 5            | 0            | [ 31 ] |
| Dezembro | Ademir        | A    | América Mineiro | 7            | 2            | 1            | [ 32 ] |
| Janeiro  | Anselmo Ramon | A    | Chapecoense     | 6            | 2            | 1            | [ 33 ] |

## Mudanças de técnicos
| Clube             | Antecessor          | Motivo                      | Data           | Última partida               | Rod | Pos | Sucessor               | Ref.          |
| ----------------- | ------------------- | --------------------------- | -------------- | ---------------------------- | --- | --- | ---------------------- | ------------- |
| Náutico           | Gilmar Dal Pozzo    | Demitido                    | 12 de agosto   | Náutico 0–0 Operário-PR      | 2ª  | 16º | Gilson Kleina          | [ 35 ] [ 36 ] |
| Figueirense       | Márcio Coelho       | Demitido                    | 27 de agosto   | Fluminense 3–0 Figueirense   | 5ª  | 12º | Elano                  | [ 37 ] [ 38 ] |
| Guarani           | Thiago Carpini      | Demitido                    | 29 de agosto   | Guarani 1–2 Náutico          | 6ª  | 16º | Ricardo Catalá         | [ 40 ]        |
| CSA               | Eduardo Baptista    | Demitido                    | 30 de agosto   | CSA 0–2 CRB                  | 6ª  | 16º | Argel Fuchs            | [ 41 ] [ 42 ] |
| Cruzeiro          | Enderson Moreira    | Demitido                    | 8 de setembro  | Cruzeiro 1–1 CRB             | 8ª  | 16º | Ney Franco             | [ 43 ] [ 44 ] |
| Confiança         | Matheus Costa       | Demitido                    | 16 de setembro | Confiança 2–2 Avaí           | 9ª  | 16º | Daniel Paulista        | [ 45 ] [ 46 ] |
| CSA               | Argel Fuchs         | Demitido                    | 17 de setembro | CSA 1–2 Cuiabá               | 9ª  | 20º | Mozart                 | [ 48 ] [ 49 ] |
| Oeste             | Renan Freitas       | Demitido                    | 30 de setembro | Oeste 0–1 Botafogo-SP        | 12ª | 20º | Thiago Carpini         | [ 50 ]        |
| Ponte Preta       | João Brigatti       | Demitido                    | 2 de outubro   | Cruzeiro 3–0 Ponte Preta     | 12ª | 3º  | Marcelo Oliveira       | [ 53 ] [ 54 ] |
| Vitória           | Bruno Pivetti       | Demitido                    | 7 de outubro   | Vitória 1–2 América Mineiro  | 14ª | 10º | Eduardo Barroca        | [ 55 ] [ 56 ] |
| Guarani           | Ricardo Catalá      | Demitido                    | 7 de outubro   | Ponte Preta 2–0 Guarani      | 14ª | 19º | Felipe Conceição       | [ 57 ] [ 58 ] |
| Cruzeiro          | Ney Franco          | Demitido                    | 11 de outubro  | Oeste 0–0 Cruzeiro           | 15ª | 19º | Luiz Felipe Scolari    | [ 60 ] [ 61 ] |
| Oeste             | Thiago Carpini      | Demitido                    | 19 de outubro  | Confiança 3–1 Oeste          | 16ª | 20º | Roberto Cavalo         | [ 63 ] [ 64 ] |
| Operário-PR       | Gerson Gusmão       | Demitido                    | 21 de outubro  | Operário-PR 0–1 Cruzeiro     | 17ª | 10º | Matheus Costa          | [ 65 ] [ 66 ] |
| Brasil de Pelotas | Hemerson Maria      | Resignado                   | 28 de outubro  | Brasil de Pelotas 1–1 CSA    | 18ª | 15º | Cláudio Tencati        | [ 68 ] [ 69 ] |
| Paraná            | Allan Aal           | Demitido                    | 1 de novembro  | Cruzeiro 2–0 Paraná          | 19ª | 6º  | Rogério Micale         | [ 70 ] [ 71 ] |
| CRB               | Marcelo Cabo        | Contratado pelo Atlético-GO | 7 de novembro  | Cuiabá 3–0 CRB               | 19ª | 10º | Ramon Menezes          | [ 73 ] [ 74 ] |
| Cuiabá            | Marcelo Chamusca    | Contratado pelo Fortaleza   | 7 de novembro  | Brasil de Pelotas 3–0 Cuiabá | 20ª | 3º  | Allan Aal              | [ 76 ] [ 77 ] |
| Figueirense       | Elano               | Demitido                    | 13 de novembro | Vitória 3–0 Figueirense      | 21ª | 18º | Jorginho               | [ 78 ] [ 79 ] |
| Náutico           | Gilson Kleina       | Demitido                    | 17 de novembro | Sampaio Corrêa 2–1 Náutico   | 21ª | 17º | Hélio dos Anjos        | [ 80 ] [ 81 ] |
| Botafogo-SP       | Claudinei Oliveira  | Resignado                   | 20 de novembro | Guarani 2–1 Botafogo-SP      | 22ª | 19º | Moacir Júnior          | [ 82 ] [ 83 ] |
| Vitória           | Eduardo Barroca     | Contratado pelo Botafogo    | 27 de novembro | Náutico 0–0 Vitória          | 23ª | 16º | Mazola Júnior          | [ 86 ] [ 87 ] |
| Paraná            | Rogério Micale      | Demitido                    | 2 de dezembro  | Paraná 1–4 Vitória           | 25ª | 15º | Gilmar Dal Pozzo       | [ 89 ] [ 90 ] |
| Avaí              | Geninho             | Resignado                   | 5 de dezembro  | Operário-PR 1–1 Avaí         | 26ª | 9º  | Claudinei Oliveira     | [ 92 ] [ 93 ] |
| Ponte Preta       | Marcelo Oliveira    | Demitido                    | 11 de dezembro | Ponte Preta 1–2 Avaí         | 28ª | 9º  | Fábio Moreno           | [ 94 ] [ 95 ] |
| CRB               | Ramon Menezes       | Demitido                    | 18 de dezembro | CRB 0–2 Paraná               | 29ª | 15º | Roberto Fernandes      | [ 96 ]        |
| Vitória           | Mazola Júnior       | Demitido                    | 22 de dezembro | CSA 3–0 Vitória              | 31ª | 15º | Rodrigo Chagas         | [ 97 ]        |
| Paraná            | Gilmar Dal Pozzo    | Resignado                   | 5 de janeiro   | Paraná 1–1 Botafogo-SP       | 32ª | 18º | Márcio Coelho          | [ 98 ] [ 99 ] |
| Cruzeiro          | Luiz Felipe Scolari | Resignado                   | 25 de janeiro  | Cruzeiro 0–0 Náutico         | 37ª | 12º | Célio Lúcio (interino) | [ 100 ]       |
| Botafogo-SP       | Moacir Júnior       | Fim de contrato             | 28 de janeiro  | Vitória 1–0 Botafogo-SP      | 37ª | 19º | Samuel Dias (interino) | [ 101 ]       |

## Premiação
| Campeonato Brasileiro 2020 Série B                   |
| Santa Catarina                                       |
| ---------------------------------------------------- |
| Associação Chapecoense de Futebol Campeã (1º título) |